# Eiko Kimura
Pour les articles homonymes, voir Kimura.
Eiko Kimura (木村英子, Kimura Eiko), née le 11 mai 1965, est une femme politique japonaise.
Victime d'une blessure à la colonne vertébrale quand elle avait 8 mois, elle se déplace en chaise roulante électrique.
Autonome depuis l'âge de 19 ans, elle milite pour l’intégration des personnes handicapées dans la société.
Son élection, ainsi que celle de Yasuhiko Funago, en 2019 met en lumière le problème d’accessibilité du parlement japonais pour les personnes lourdement handicapées. En été 2019, des travaux sont accomplis pour les accueillir, et l'usage d'assistants pour pousser sur les boutons de vote ou écrire un nom sur un bulletin de vote leur est autorisé. 